# 핌스
핌스(PIMS Inc.)는 대한민국의 OLED 디스플레이 공정 중 증착 및 봉지 공정에 사용되는 OMM  제조기업이다. 본사는 인천광역시 남동구 남동동로 138번길 15에 위치해 있다. 대표이사는 김민용이다.

## 상장
2020.09.18에 주관사를 DB금융투자로 공모가 19,000원에 코스닥 시장에 상장하였다.

## 참고문헌
1. ↑  “핌스, OLED OMM 국내 1위…역대 최대 실적 전망”, 아시아경제, 2023.07.12
2. ↑  'OMM 원스톱' 구축한 핌스, 내년 중국 시장 회복에 '역대급 매출' 기대, 뉴스핌, 2022-12-21